# Мэрия (фильм)
«Мэрия» (англ. City Hall) — кинофильм 1996 года режиссёра Харолда Беккера с Аль Пачино и Джоном Кьюсаком в главных ролях.
Сюжет фильма основан на реальной истории, политической суматохе, которая происходила в Нью-Йорке в середине 1980-х. Мэром города на тот момент был Эд Коч, он сыграл в фильме эпизодическую роль диктора.

## Сюжет
Джон Паппас — немолодой, но амбициозный мэр Нью-Йорка, собирающийся стать президентом Соединённых Штатов. Кевин Колхаун — молодой человек из провинциального городка в Луизиане, верный заместитель мэра. Они намерены сделать Нью-Йорк великим и прекрасным городом, но их планы нарушает уличная перестрелка. Самый жестокий полицейский города Эдди Сантос и племянник местного мафиозного босса Тино Запатти убивают друг друга на улице Бруклина, от случайной пули погибает невинный мальчик Джеймс Боун.

## В ролях
| Актёр           | Роль               |
| --------------- | ------------------ |
| Аль Пачино      | мэр Джон Паппас    |
| Джон Кьюсак     | Кевин Колхаун      |
| Бриджит Фонда   | Мэрибет Коган      |
| Дэнни Айелло    | Фрэнк Ансельмо     |
| Джон Финн       | комиссар Кунан     |
| Мартин Ландау   | судья Уолтер Стерн |
| Энтони Франчоза | Пол Дзапатти       |
| Линдси Дункан   | Сидни Паппас       |
| Дэвид Пеймер    | Эйб Голдман        |
| Ричард Шифф     | Ларри Шварц        |
| Лорен Велес     | Элаин Сантос       |

## Съёмочная группа
- Режиссёр: Харолд Беккер
- Сценаристы: Кен Липпер, Пол Шредер, Николас Пиледжи, Бо Голдман
- Оператор: Майкл Серезин
- Композитор: Джерри Голдсмит